# قله آق‌داغ (خلخال)
قله آق داغ با ارتفاع ۳۳۰۹ متر،در شهرستان خلخال واقع شده است و دومین قله مرتفع استان اردبیل پس از کوهستان سبلان به شمار می رود.
وب سایت https://agdag.ir/

## موقعیت
موقعیت این قله در حدود جنوبی بخش مرکزی قرار دارد که روستاهای بفراجرد ، خانقاه بفراجرد،میانرودان و روستای گردشگری لرد از روستاهای دامنه های شمالی این کوه محسوب می گردند . 
این کوه ، دیواره مرزی بخش های شاهرود و  خورش رستم  را شامل می گردد ؛ به گونه ای که دامنه های غربی دیواره آق داغ، بخش خورش رستم و روستاهای آن و دامنه های شرقی آن ، بخش شاهرود و روستاهای آن را در آغوش گرفته است .
این قله پس از قله سبلان دومین قله مرتفع استان اردبیل میباشد. این کوه به دلیل داشتن غار زیبا و چشمه‌های پر آب در دامنه خود مورد توجه کوهنوردان کشور است .

## حیات وحش
از حیات وحش این قله میتوان به وجود حیواناتی در منطقه حفاظت شده آق داغ مانند خرس ، پلنگ،کبک، خرگوش، بزکوهی،گراز وحشی ،عقاب طلایی و شاهین اشاره کرد.